# B'coz I Love You
「B'coz I Love You」（ビコーズ・アイ・ラヴ・ユー）は、矢井田瞳のメジャー1作目のシングル。 2000年7月12日にEMIミュージック・ジャパンから発売された。

## 解説
- 表題曲「B'coz I Love You」は、TBS系｢COUNT DOWN TV｣のオープニングテーマとして使用された。
- 2曲目の「Stay」は、アルバム未収録曲であるが、初期のライブでは度々披露されている。（そのうちのライブ音源・映像がアルバム「U.K. COMPLETION」などに収録されている）
- 3曲目の「ねぇ」は、PVが制作されており、アルバムにも収録されている。
- 調（転調あり）：嬰ハ短調（C♯m）→ホ短調（Em）→嬰ハ短調（C♯m）→ホ短調（Em）→嬰ハ短調（C♯m）→ニ短調（D）

## 収録曲
| 全作詞・作曲: ヤイコ／編曲：ダイヤモンド・ヘッド。 |                      |                                    |                                    |      |
| #                                                  | タイトル             | 作詞                               | 作曲・編曲                         | 時間 |
| 1.                                                 | 「B'coz I Love You」 | ヤイコ／編曲：ダイヤモンド・ヘッド | ヤイコ／編曲：ダイヤモンド・ヘッド | 3:17 |
| 2.                                                 | 「Stay」             | ヤイコ／編曲：ダイヤモンド・ヘッド | ヤイコ／編曲：ダイヤモンド・ヘッド | 4:37 |
| 3.                                                 | 「ねぇ」             | ヤイコ／編曲：ダイヤモンド・ヘッド | ヤイコ／編曲：ダイヤモンド・ヘッド | 4:05 |
| 合計時間:                                          | 合計時間:            | 12:05                              |                                    |      |

## 収録アルバム
- daiya-monde (#1,3）
- Single collection (#1)
- Yaiko's selection (#3)
- THE BEST OF HITOMI YAIDA (#1)

## 参加ミュージシャン
演奏：ダイヤモンド・ヘッド 
- 村田昭：キーボード・プログラミング（全曲）
- 西川進：エレクトリック・ギター・アコースティック・ギター（全曲）、ベース（B'coz I Love You）
- 斉藤光隆：ベース（Stay、ねえ）
- 臼井かつみ：パーカッション（B'coz I Love You、ねえ）